# Kåtebol
Kåtebol är en by i Munkedals kommun i nordöstra Bohuslän som ligger i Sanne socken och fram till 1973 tillhörde Sörbygdens kommun då detta var en egen kommun.